# Нижньо-Донський ВТТ
Нижньо-Донський ВТТ (рос. НИЖНЕ-ДОНСКОЙ ИТЛ, Нижнедонлаг, ИТЛ и Строительство оросительных и гидротехнических сооружений, УГОГС) — підрозділ системи виправно-трудових установ СРСР.
Організований 04.08.52 (злиттям Мартинівського ВТТ і Цимлянського ВТТ) ;

закритий 05.10.53 (таб. підр. передані в УВТТК УМЮ по Ростовській обл.)

## Підпорядкування і дислокація
- ГУЛАГ з 01.09.52 ;
- ГУЛАГ МЮ з 02.04.53.

Дислокація: Ростовська область, Романівський р-н, р.п. Ново-Сольонівський (нині м.Волгодонськ).

## Виконувані роботи
- продовження будівництва Донського магістрального каналу,
- будівництво розподільних каналів: Верхньо-Сальського, Богачевського і Садковського;
- будівництво гідровузлів на Нижньому Дону і Усть-Донецького річкового порту, закінчення залишкових обсягів робіт по Будівництву Цимлянського гідровузла, Нижньо-Донського та Азовського каналів,
- експлуатація Цимлянської ГЕС і судноплавних споруд Цимлянського гідровузла,
- будівництво житлових, комунально-побутових та промислових будівель, адміністративних приміщень Донтонельбуду МПС,
- обслуговування ЦРМЗ, авторемонтного та деревообробного заводів, головної контори залізничного транспорту,
- видобуток каменю та щебеню, вантажно-розвантажувальні роботи, обслуговування Чалтирського цегельного заводу.

## Чисельність з/к
- 01.09.52 — 37 679;
- 01.01.53 — 23 607;
- 15.03.53 — 23 760,
- 15.07.53 — 6558;
- 11.53 — 4002